# 대한민국 형사소송법 제336조
대한민국 형사소송법 제336조는 경합범 중 다시 형을 정하는 절차에 대한 형사소송법의 조문이다.

## 조문
제336조(경합범 중 다시 형을 정하는 절차) ① 「형법」 제36조, 동 제39조제4항 또는 동 제61조의규정에 의하여 형을 정할 경우에는 검사는 그 범죄사실에 대한 최종판결을 한 법원에 청구하여야 한다. 단, 「형법」 제61조의 규정에 의하여 유예한 형을 선고할 때에는 제323조에 의하여야 하고 선고유예를 해제하는 이유를 명시하여야 한다.  <개정 2007.6.1.>
②전조 제2항의 규정은 전항의 경우에 준용한다.

第336條(競合犯 中 다시 刑을 定하는 節次) ① 「형법」 第36條, 同 第39條第4項 또는 同 第61條의規定에 依하여 刑을 定할 境遇에는 檢事는 그 犯罪事實에 對한 最終判決을 한 法院에 請求하여야 한다. 但, 「형법」 第61條의 規定에 依하여 猶豫한 刑을 宣告할 때에는 第323條에 依하여야 하고 宣告猶豫를 解除하는 理由를 明示하여야 한다.  <개정 2007.6.1.>

 ②前條 第2項의 規定은 前項의 境遇에 準用한다.

## 참조조문

### 형사소송규칙
형사소송규칙 제151조(경합범중 다시 형을 정하는 절차 등에의 준용) 제149조, 제149조의2 및 제150조의 규정은 법 제336조에 규정한 절차에 이를 준용한다.  <개정 1996.12.3.>

## 참고 문헌
- 손동권 신이철, 새로운 형사소송법(초판, 2013), 세창, 2013. ISBN 9788984114081

## 같이 보기
- 경합범